# 向井寧寧
向井寧寧（日语：むかいねね，1987年11月12日—），日本前AV女優。出身於愛媛縣。
身高138.7cm，三圍是:B75（B罩杯）/W57/H86。
擅長吹奏單簧管。
簡介上的名字是「むかいねね」，但在部分的作品是用漢字「向井ねね」來表示。
在2006年的秋天於AV界出道。
2008年11月14日於個人的部落格上宣布引退。

## 外部連結
- むかいねねおふぃしゃるぶろぐ （页面存档备份，存于）